# Sophiatown
Sophiatown (/soʊ-ˈfaɪətaʊn/), nota colloquialmente anche come Sof'town o Kofifi, e per qualche tempo ribattezzata Triomf, è un sobborgo di Johannesburg, in Sudafrica. La sua storia è strettamente legata a quella di Soweto e alle vicende della lotta all'apartheid.

## Storia
Sophiatown venne fondata nel 1899, originariamente come insediamento abitato da bianchi. Nei primi decenni del XX secolo, in seguito alle prime leggi razziali del governo, Sophiatown rimase una delle poche aree intorno a Johannesburg (insieme ad Alexandra, Martindale e Newclare) dove i non bianchi potevano acquistare terra, e si trasformò rapidamente in una township.
Dopo la prima guerra mondiale la popolazione di Sophiatown crebbe rapidamente, accogliendo molti neri che nel frattempo stavano venendo allontanati dal centro di Johannesburg dalle autorità. Vi si svilupparono attività commerciali locali, principalmente legate alla produzione di birra. La popolazione del sobborgo aumentò ulteriormente dopo la seconda guerra mondiale.
Negli anni quaranta e cinquanta divenne uno dei centri dell'arte, della politica e in generale della cultura nera sudafricana. A Sophiatown si trovavano tra l'altro due cinema, uno dei quali era anche adibito a spettacoli di musica dal vivo; qui acquisirono la loro popolarità i Jazz Epistles, il gruppo musicale di Hugh Masekela.
Nel 1953, in seguito al decreto noto come Group Areas Act (con cui si stabiliva che i diversi gruppi etnici del Sudafrica dovessero abitare in regioni geograficamente distinte), il governo stabilì che la popolazione di Sophiatown, etnicamente mista, dovesse essere trasferita. La decisione diede origine a una battaglia civile e legale; si schierarono contro il trasferimento, tra gli altri, Nelson Mandela e l'African National Congress, padre Trevor Huddleston, Helen Joseph e Ruth First. Il 9 febbraio 1955 la polizia entrò a Sophiatown a bordo di veicoli corazzati e sgomberò il sobborgo, trasferendo le persone e le loro proprietà nella zona di Meadowlands, oggi parte di Soweto. Nel 1963 i bulldozer spianarono gli edifici rimasti a Sophiatown (esclusa la chiesa anglicana); al loro posto venne edificato un nuovo sobborgo, questa volta destinato ai bianchi, chiamato Triomf ("trionfo" in afrikaans).
Dopo la fine dell'apartheid il governo di Mandela decise di restituire a Sophiatown l'antico nome, che tornò in vigore nel 2006.